# Окасаки, Михо
Михо Окасаки (яп. 岡咲美保 Окасаки Михо, род. 22 ноября 1998, Окаяма) — японская сэйю.

## Биография
Михо Окасаки родилась 22 ноября 1998 года в префектуре Окаяма. Окасаки впервые задумалась о карьере сэйю ещё во втором классе средней школы. На окончательное решение о выборе профессии повлиял интерес Михо к караоке и песням из аниме. После окончания школы Окасаки поступила в Японский институт актеров-дикторов, который успешно окончила. В апреле 2017 года была принята на работу в агентство I’m Enterprise.
Профессиональный дебют Окасаки состоялся в 2017 году в аниме Love Live! Sunshine!!, где она сыграла эпизодическую роль. Первую свою главную роль Михо получила в 2018 году в сериале Ongaku Shojo, где сыграла Мику Нисино. В том же 2018 году Окасаки дебютировала в качестве радиоведущей на интернет-радио Radio Dottoai, где вела программу Rajio Dottoai Okasaki Miho no hana sake! Miho-chan ♪.
В 2020 году Окасаки получила премию Seiyu Awards в номинации «Лучшая начинающая актриса» за роль Римуру Темпеста в That Time I Got Reincarnated as a Slime.

## Фильмография

### Аниме-сериалы
2017
- Love Live! Sunshine!! — Ученица
- Classicaloid[англ.] — Девочка
- Elegant Yokai Apartment Life[англ.] — Ученица
- Blood Blockade Battlefront — Дети
- Aikatsu Stars![англ.] — Дети

2018
- Idolish7 — эпизоды
- The Disastrous Life of Saiki K. — Женщина
- Ms. Koizumi Loves Ramen Noodles[англ.] — Ученица
- Slow Start[англ.] — Девочка
- Citrus — Женщина
- Junji Ito Collection[англ.] — Женщина
- Shokugeki no Soma — Ученица
- Golden Kamuy — Дети
- High School DxD Hero — Лисица
- Last Period: The Story of an Endless Spiral — MC
- Hoshin Engi[англ.] — Дочь
- Ongaku Shojo[англ.] — Мику Нисино
- Overlord III — Фуар
- Gundam Build Divers[англ.] — Мию
- Hi Score Girl[англ.] — эпизоды
- That Time I Got Reincarnated as a Slime — Римуру Темпест
- Rascal Does Not Dream of Bunny Girl Senpai — Котоми Кано

2019
- Kaguya-sama: Love is War — Женщина
- The Magnificent Kotobuki[англ.] — Мария
- Endro![англ.] — Девочка
- Корзинка фруктов — Май Ивата
- Восхождение Героя Щита — Рифана
- Aikatsu Friends![англ.] — Нисэкагуя
- Kono Oto Tomare! Sounds of Life — аудитория
- Demon Slayer: Kimetsu no Yaiba — Тэруко
- Teasing Master Takagi-san — Судзуки
- The Case Files of Lord El-Melloi II: Rail Zeppelin Grace Note — Иветта Л. Лерман
- Ahiru no Sora — Харуми Томинага
- Fairy Gone — Рэй Даун

2020
- My Next Life as a Villainess: All Routes Lead to Doom! — Мэри Хант
- A3! — Мицуру Минаги
- Monster Girl Doctor — Меме Редон

2021
- That Time I Got Reincarnated as a Slime (сезон 2) — Римуру Темпест
- My Next Life as a Villainess: All Routes Lead to Doom! (сезон 2) — Мэри Хант